# PlainTeX
PlainTeX je soubor základních maker pro sázecí systém TeX, vytvořený autorem TeXu Donaldem Ervinem Knuthem. Obecně je plain pokládán za dobrý výchozí bod pro definice vlastních (mnohdy složitějších) maker.
PlainTeX v první řadě nastavuje takzvané kategorie znaků, pak definuje interpretaci znaků v matematickém modu, alokuje a nastavuje nové registry. Důležité je, že plainTeX nahrává do paměti metriky Knuthových fontů Computer Modern. Kromě několika ukázkových maker předvádějících sílu TeXu jsou vesměs definovány praktické řídící sekvence tak, aby bylo možné jednoduchý článek napsat v podstatě ihned a bez větších znalostí algoritmů a primitivů TeXu.
Pro potřeby českých uživatelů existuje odvozenina plainu nazvaná csplain, která nastavuje registry pro stránku A4 a namísto odpovídajících CM fontů nahrává jejich českou variantu, CS fonty.